# Пиер-Емерик Обамеянг
Пиер-Емерик Емилиано Франсоа Обамеянг (на френски: Pierre-Emerick Emiliano François Aubameyang, роден 18 юни 1989 г.) е габонски футболист, играещ като нападател за Олимпик Марсилия.

## Постижения
Сент-Етиен
- Купа на Лигата на Франция: 2012/13

Борусия Дортмунд
- Купа на Германия: 2016/17
- Суперкупа на Германия: 2013/14, 2014/15

Арсенал
- ФА Къп: 2019/20
- Купа на Футболната лига сребърен медал: 2017/18
- Лига Европа сребърен медал: 2018/19